# Женевский национальный институт
Женевский национальный институт (Institut national genevois) — женевская публичная корпорация, целью которой является продвижение науки в такие сферы, как искусство, промышленность,торговля и сельское хозяйство.
3 марта 1852 года президент государственного совета Джеймс Фази на заседании большого совета представил законопроект «О создании национального института в Женеве», мотивируя это тем, что нужна большая слаженность между различными видами деятельности для их больше успешности, а также прецедентом Института Франции. Реальная деятельность института начинается в следующем 1853 году. И проходит в виде дебатов, итоги которых ежегодно публикуются под названием «Акты Института».
Управлением работой института занимается «добровольный комитет». Сам институт состоит из разделов «экономика», «наука», «политика», «изобразительное искусство», «музыка», «естественные науки». Также не состоя в институте на постоянной основе с ним сотрудничают «клуб грамматики» и «дом писателей» Каждый раздел организует свои мероприятия независимо друг от друга и ограничен лишь финансовыми моментами, устанавливаемыми руководством института. Председательство в институте традиционно предоставляется видной политической фигуре.